# Max von der Goltz

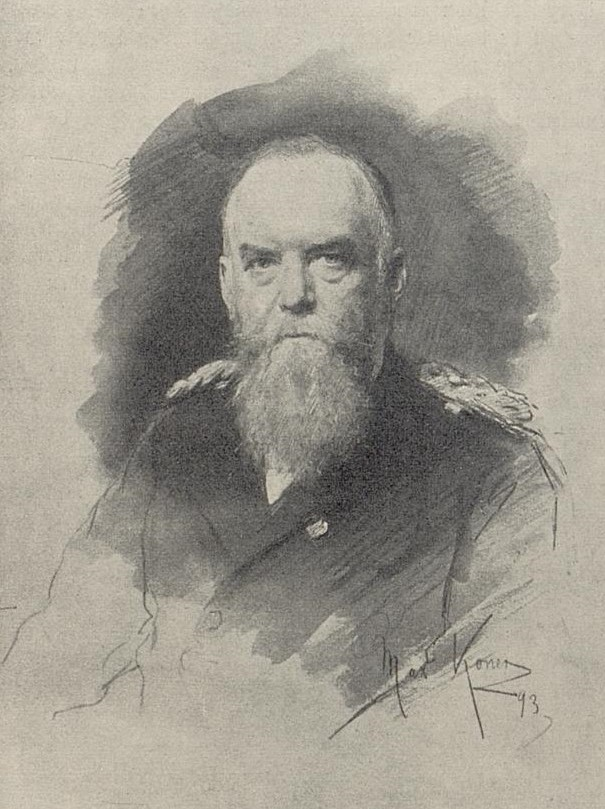
Max Koner: Admiral Max von der Goltz. Skizze, 1893

Freiherr Maximilian Leopold Otto Ferdinand von der Goltz (* 19. April 1838 in Königsberg; † 20. Dezember 1906 in Potsdam) war ein deutscher Admiral.

## Leben

### Herkunft
Max war der Sohn des Rittergutsbesitzer Amadeus Bogislaw Ferdinand von der Goltz (* 11. Februar 1804; † 23. März 1851) und dessen Ehefrau Louise, geborene Hempel (* 13. März 1812; † 12. September 1894).

### Militärkarriere
Goltz trat am 28. Oktober 1853 in die Preußische Marine ein, wurde 1859 Fähnrich zur See und 1861 Leutnant zur See II. Klasse. Als solcher machte er zwischen 1863 und 1865 auf der Fregatte Gazelle eine Reise nach Japan und China. 1865 wurde er Kapitänleutnant und kurz vor dem Deutsch-Französischen Krieg 1870 Korvettenkapitän. Er war dann zur Dienstleistung beim Marineministerium kommandiert.
Goltz wurde 1875 zum Kapitän zur See befördert und machte dann mehrere Reisen als Kommandant der Korvette Augusta nach Südamerika (Brasilien) und Westindien. Von Ende September 1876 bis Anfang Mai 1877 war er Kommandeur der II. Werftdivision in Wilhelmshaven. Zwischen 1878 und 1881 reorganisierte er als Oberwerftdirektor die Kaiserliche Werft Kiel. Er wurde anschließend Kommandant der Gedeckten Korvette Gneisenau und Chef des Mittelmeergeschwaders während des Urabi-Aufstands in Ägypten. Ab 1883 war er Geschwaderchef auf der ostasiatischen Marinestation. Für die Probefahrt des Schiffes war er in der Zeit vom 23. Dezember 1871 bis 24. August 1872 in Wechsel Kommandant der Albatross. Später war er vom 1. März 1874 bis 6. Januar 1876 Kommandant der Augusta und vom 15. Februar 1882 bis 12. Mai 1882 der Sachsen.
1883 wurde Goltz zum Konteradmiral befördert und gleichzeitig zum Direktor der Admiralität ernannt. Mit der Ernennung zum Vizeadmiral wurde er 1888 Chef der Marinestation der Nordsee in Wilhelmshaven. Als Kommandierender Admiral betraute man ihn bereits 1889 mit dem Oberkommando der Kaiserlichen Marine. 1892 wurde Goltz schließlich zum Admiral befördert. Auf eine Anfrage durch das preußische Militärkabinett zur notwendigen Einrichtung von Marine-Attachés, die wegen der Reorganisation des französischen Heeres und der Marine bis 1894 als wichtiger Schritt erachtet worden war, hatte Goltz ablehnend geantwortet. Trotzdem wurde mit der Kabinettsorder vom 19. November 1894 als erster deutscher Marineattachè Rudolf Siegel nach Paris entsandt.
Am 13. Mai 1895 wurde Goltz zur Disposition und gleichzeitig à la suite des Seeoffizierskorps gestellt. Er war u. a. Inhaber des Großkreuzes mit Eichenlaub des Roten Adlerordens sowie des Kronenordens I. Klasse.

### Familie
Goltz heiratete am 19. April 1868 in Berlin Klara von Kries (1844–1923), eine Tochter des preußischen Regierungspräsidenten Eduard Moritz von Kries. Das Paar hatte mehrere Kinder:
- Moritz Ferdinand Max Joachim (1869–1907)
- Rüdiger (1870–1946), Korvetten-Kapitän ⚭ 1911 Gertha Strecker (1889–1955)
- Malwina Luise Clara Irmgard (1871–1941)
- Gabriele Bertha Adele Clara (* 1872; † 1954) ⚭ Gustav Kaetzler (* 1852; † 28. Oktober 1918) (Pflegekind: Hilde Kramer-Fitzgerald)
- Maxa Clara (1874–1941) ⚭ Hans Barthold von Bassewitz (1867–1949)